# I (canção de Kendrick Lamar)
"i" é uma canção do rapper estadunidense Kendrick Lamar, lançado em 23 de setembro de 2014. A canção estreou em número 39 na Billboard Hot 100. Foi lançada como primeiro single do terceiro álbum de estúdio do artista, nomeado To Pimp a Butterfly.

## Música e vídeo
O videoclipe foi lançado em 4 de novembro de 2014 na plataforma VEVO e no YouTube.

## Faixas e formatos
- Download digital[3]

1. "i" – 3:51

## Desempenho nas paradas
| Paradas (2014)                                | Melhor posição |
| --------------------------------------------- | -------------- |
| Austrália (ARIA)                              | 48             |
| Bélgica (Ultratip Bubbling Under de Flandres) | 22             |
| Bélgica (Ultratop Flanders Urban)             | 24             |
| Canadá (Canadian Hot 100)                     | 61             |
| Dinamarca (Hitlisten)                         | 36             |
| Escócia (Scottish Singles Chart)              | 20             |
| Estados Unidos (Billboard Hot 100)            | 39             |
| Estados Unidos (Billboard R&B/Hip-Hop Songs)  | 11             |
| Estados Unidos (Billboard Hot Rap Songs)      | 8              |
| Estados Unidos (Billboard Mainstream Top 40)  | 31             |
| Estados Unidos (Billboard Rhythmic)           | 5              |
| França (SNEP)                                 | 68             |
| Nova Zelândia (Recorded Music NZ)             | 31             |
| Reino Unido (UK Singles Chart)                | 20             |
| Reino Unido (OCC UK R&B)                      | 3              |